# Зелёный луг (рассказ)
«Зелёный луг» (англ. The Green Meadow) — рассказ американского писателя Говарда Филлипса Лавкрафта, написанный в соавторстве с писательницей Уинифред Джексон в 1919 году. Впервые опубликован весной 1927 году в журнале The Vagrant. Позже рассказ был опубликован в сборнике «За стеной сна», редакции Arkham House в 1943 году. Исправленный текст в переработанном виде появился в сборнике «Ужас в музее и другие рассказы», редакции Arkham House в 1970 году.

## Сюжет
Рассказ состоит из двух частей. Первая — псевдодокументальная, написанная в стиле газетной или научной статьи. Повествование ведётся от имени двух переводчиков: Элизабет Невилл Беркли и Льюиса Теобальда-младшего, которые описывают события 1913 года, когда метеорит упал в океан возле деревни Потоуонкет (англ. Potowonket) штат Мэн, США. Трое местных рыбаков выловили сетью метеорит весом в 360 фунтов. При попытке отломить от него кусок он распался на части. Учёные обнаружили внутри него полость, в которой была спрятана книжица на греческом языке. В Бостоне учёные заключили, что она состоит из неизвестных в природе элементов.

Вторая часть — собственно содержание рукописи, найденной в метеорите. Она представляет собой дневник человека, чьё имя неизвестно, который оказался в одиночестве в Ином мире и помнит очень мало о своём прошлом. Вокруг него были только лес и океан, и ни одной живой души — человека или животного. Похоже, он единственный, кто обитает здесь:
Я вспоминал долгие часы, когда я любовался небесными россыпями звёзд, а с ними — и проклятия, которые посылал бессмертным богам за то, что моя душа слишком сильно привязана к телу и не может свободно парить в бескрайних космических безднах. Я вспомнил свои нечестивые подражания древним обрядам и поиски тайн, разбросанных по страницам демокритовских папирусов, — но с возвращением памяти вернулся и прежний ужас, ибо я осознавал своё полнейшее и ужасающее одиночество.
Спустя какое-то время он обнаружил, что на том месте, где ранее был океан, возник остров зелени — Зелёный Луг — как он его назвал. Потом на участке земли начались перемены: островок пришёл в движение по направлению к бездне в океане. Рассказчик упоминает скифов и Древний Египет. В небе выстроились тёмные парящие формы (англ. Dark vaporous forms), которые собирались вступить в схватку с деревьями. С моря поднялись клубы тумана, что скрыли землю, которая вновь исчезла в океане. Рассказчик услышал пение на неизвестном языке, что пробудило в его памяти слова из манускрипта Древнего Египта, в котором были описаны легенды из меройского папируса (англ. Papyrus of ancient Meroë), где упоминались жуткие существа, обитавшие на Земле в древности. В последний момент перед тем, как упасть в бездну, рассказчик вспоминает своё прошлое и осознаёт истину обо всём, что с ним произошло. 
Когда островок подплыл почти к самому берегу, а грохот водопада почти заглушил многоголосое пение, я увидел его источник — увидел и в один жуткий миг вспомнил всё. Я не могу, я не осмеливаюсь писать о том, что я увидел, ибо там, на Зелёном Лугу, хранился омерзительный ответ на все мучившие меня вопросы. Этот ответ, без сомнения, сведёт с ума всякого, кто узнает его… Теперь я знаю природу всего случившегося со мною — со мною и с некоторыми другими, которые тоже называли себя людьми, а потом пошли тем же путём! Я знаю наперёд тот бесконечно повторяющийся цикл будущего, из которого уже не вырваться ни мне, ни остальным… 
За оглушительным водопадом лежит страна Стетелос, где люди рождаются бесконечно старыми. Рассказчик собирается послать туда весточку через неисчислимые бездны ужаса…

## Персонажи
- Рассказчик — мужчина, который не помнит своё имя. Изучал оккультные манускрипты Древнего Египта и неизвестным образом попал в Иной мир.
- Элизабет Невилл Беркли (англ. Elizabeth Neville Berkeley) — переводчик.
- Льюис Теобальд-младший (англ. Lewis Theobald, Junior) — переводчик.
- Джон Ричмонд, Питер Б. Карр и Саймон Кэнфилд (англ. John Richmond, Peter B. Carr, and Simon Canfield) — трое рыбаков в деревне Потоуонкет, которые выловили из моря метеорит.
- Чеймберз (англ. Chambers) — профессор Гарвардского университета.
- Резерфорд (англ. Rutherford) — известный палеограф.
- Мейфилд (англ. Mayfield) — профессор Массачусетского технологического института.
- фон Винтерфельд (англ. von Winterfeldt) — доктор из Гейдельберга.
- Бредли (англ. Bradley) — профессор Колумбийского колледжа.

## Вдохновение
Рассказ написан под псевдонимами «Льюис Теобальд-младший» (Лавкрафт) и «Элизабет Беркли» (Уинифред Джексон (англ. Winifred V. Jackson)). Позже Лавкрафт использовал эти псевдонимы в рассказах «Крадущийся Хаос» (1921) и «Последний опыт» (1928). В рассказе «Крадущийся Хаос» человек становится свидетелем похожей картины в космосе, где звучит ангельское пение.
Название города Стетелос имеет древнегреческие формы. Герой упоминает Древний Египет и Древнюю Грецию. Божество в финале похоже на Океан. Меройский папирус (англ. Meroë) относится к легендам Древнего Ближнего Востока. На Зелёном луге водятся чудовища и змеи — эти образы часто описываются в Ином мире или Загробном мире из древнеегипетских текстов.
Лавкрафт описывает модель мира и образ первичного участка земли, который распространён в мифологии. Название «Зелёный Луг», по-видимому, обозначает художественное представление гигантского материка в масштабе планеты на протяжении всего времени его существования. Герой стал свидетелем мгновенных континентальных изменений в течение миллионов лет. Лавкрафт часто использует мифологические архетипы в своих произведениях. Битва в финале похожа на апокалиптические художественные картины.
В английской литературе часто описываются Иные миры, такие как «Мир фей» или «Страна богов». В готической литературе в окружении часто описываются Иные миры, горы, долины, поляны и луга.
Рассказчик не может вырваться из места, где он обречён вечно страдать — это похоже на Загробный мир. Позже, в рассказе «Вне времени» (1933) Лавкрафт опишет похожее проклятие «оцепенения», присутствующее в легендах полинезийцев и других островных народов.

## «Цикл снов»
Город Стетелос (англ. Stethelos) описан в рассказе «Поиск Иранона» (1921), и находится он за великим водопадом в Стране снов. В этом мире душа может перемещаться, покинув тело, — это похоже на слова из рассказа «Полярная звезда». В рассказе «За стеной сна» космический скиталец похожим образом описывает пространства без форм в космосе. В рассказе «Гипнос» сновидцы тоже использовали наркотики для путешествия в скрытые миры Страны снов. Персонажи «Мифов Ктулху» при переходе в Иные миры сталкиваются с опасностями — о чём говорится в повести «Сомнамбулический поиск неведомого Кадата». Воспоминания раскрывают горькую правду, которую герой хотел забыть — это похоже на слова из рассказа «Изгой». Герои произведений «Склеп» и «Изгой» навлекли на себя проклятие и попали в загробный мир, где обитают фантомы.  
Лавкрафт изначально создавал Древних богов как эфемерных сущностей, которые обитают в Стране снов и туманных мирах в космосе. В незаконченном романе «Азатот» описан безумный бог Азатот, который обитает в космической бездне. Герой теряет рассудок при приближении к месту появления божества — как и герой рассказа «Дагон».

## Связь с другими произведениями
- В рассказе «Ньярлатхотеп» (1920) Лавкрафт опишет Конец света.
- В рассказе «Цвет из иных миров» (1927) Лавкрафт опишет метеорит из Иного мира.